# Thomas Cornelius
Thomas Emanuel Cornelius (* 1986 in Schleswig) ist ein deutscher Komponist, Organist und Dirigent.
Thomas Cornelius lernte Orgel bei Eberhard Lauer und Wolfgang Zerer, Komposition bei Reinhard Bahr und Oliver Korte und das Dirigieren bei Hannelotte Pardall. Er besuchte die Musikhochschule Lübeck und die Hochschule für Musik und Theater Hamburg.
Cornelius spielt regelmäßig zusammen mit dem NDR Elbphilharmonie Orchester und hat unter Dirigenten wie Herbert Blomstedt, Christoph Eschenbach und Thomas Hengelbrock, Kent Nagano gespielt. Außerdem arbeitet er regelmäßig bei Film- und Fernseh-Produktionen mit. Seit 2017 ist er Gastdirigent des polnischen Chores und Orchesters Zespół Śląsk.

## Werke (Auszug)
- 2013/2015: Drei Gebete - Prayer for Serenity, Ave Maria und Pater noster für 4-stimmig gemischten Chor
- 2014: Ubi caritas et amor für 4- bis 8-stimmigen gemischten Chor
- 2015: Agnus Dei für Chor, Soli und Orchester (in Ergänzung zu Mozarts c-Moll Messe)
- 2015: Ich glaube, darum rede ich für 8-stimmigen gemischten Chor
- 2017: Lux Aeterna für Chor, Soli und Orchester
- 2018: Metamorphosen - Vom Kaispeicher zur Elbphilharmonie[1] für Orgel-Solo (Erste Orgelsolokomposition für die Klais-Orgel der Elbphilharmonie)
- 2018: Präludium zur Missa solemnis (Beethoven) für Orgel-Solo (Auftragswerk des Norddeutschen Rundfunks für das 3. Internationale Musikfest Hamburg 2018)
- 2018: Stille Wasser Leben für 8- bis 14-stimmigen gemischten Chor (Auftragswerk des Universitätschores Marburg)[2]
- 2019: Die vier Elemente - Feuer Wasser Erde Luft für Orgel-Solo (für die Klais-Orgel der Elbphilharmonie)[3]
- 2019: Himmel auf Erden für 8- bis 18-stimmigen gemischten Chor (Auftragswerk des Deutsch-Deutschen Kammerchor)[4]
- 2019: Auferstehung für Orgel-Solo (Auftragswerk von Orgelstadt Hamburg e.V. zum Orgeljahr 2019 anlässlich des 300. Todestag von Arp Schnitger)
- 2019: Pro- und Epiloge I und II für Chor, Soli und Orchester (zur Umrahmung des Bach’schen Weihnachtsoratoriums - Auftragswerk der Kantorei der Elisabethkirche Marburg)
- 2020: Gezeiten für Orgel-Solo (für die Klais-Orgel der Elbphilharmonie)[5]
- 2020: Atem Geist Leben für 8- bis 16-stimmigen Chor a cappella (Auftragswerk des Norddeutschen Rundfunks)
- 2025: Sonnen Licht Strahlen (Auftragswerk des Universitätschores Marburg)

## Ehrungen
- 2014: Bayrischer Fernsehpreis